# Saksild Kirke
Saksild Kirke er en kirke i landsbyen Saksild cirka 5 km øst for Odder.
Et mindre skib, og koret er opført i midten af 1100-tallet af kampesten i romansk stil. I slutningen af middelalderen blev den forlænget mod vest og tårnet, og formentlig også det nordvendte våbenhus blev bygget i munkesten. Tårnet har været et såkaldt styltetårn, hvis åbning dog senere er blevet tilmuret.
- Altertavlen er udskåret i barokstil, udført fra 1650-1660 af billedskæreren Peder Jensen[flertydigt link ønskes præciseret] fra Kolding: Den forestiller nadverens indstiftelse.
- Prædikestolen er i rennæssancestil fra omkring 1600
- Døbefonten af granit er omkring 100 år gammel

- Lysekronen der hænger over døbefonten er fra 1500-tallet
- Et krucifiks på kirkens sydvæg er fra samme tid som altertavlen, og er muligvis også fra Peder Jensens værksted.
- Votivskibet er en fregat skænket af kromanden Albert Christian Hjort, som havnede i Norsminde efter et forlis

- Orglet er på 10 stemmer og er bygget af Frobenius i 1981
- Kirken set fra Sydøst

## Eksterne kilder og henvisninger
- Saksild Kirke hos KortTilKirken.dk
- Saksild Kirke hos danmarkskirker.natmus.dk (Danmarks Kirker, Nationalmuseet)

- Wikimedia Commons har flere filer relateret til Saksild Kirke